# Чжицзянь Чень
Чжицзянь Чень (спрощ.: 陈志坚; піньїнь: Chén Zhìjiān; нар. 1966) — китайсько-американський біохімік та імунолог. Доктор філософії (1991), професор Південно-західного медичного центру Техаського університету., дослідник Медичного інституту Говарда Г'юза (з 2005) Ще на початку своєї кар'єри відкрив роль убіквітину. В 2012 році відкрив cGAS enzyme.
Чень народився в селі Нанду (南斗), повіт Аньсі, Фуцзянь, Китай. В 1985 році закінчив факультет біології у Fujian Normal University та в 1991 році з біохімії — Університет штату Нью-Йорк у Буффало; в останньому здобув ступінь доктора філософії. Був постдоком у Індер Верма, Salk Institute for Biological Studies.

## Нагороди та визнання
- 2012: NAS Award in Molecular Biology[en]
- 2014: член Національної академії наук[10]
- 2018: Премія Лур'є з біомедицини[en][11]
- 2019: Премія за прорив у галузі медицини[12]